# International Academy of Osteopathy
The International Academy of Osteopathy (IAO) ist eine internationale Akademie, die akademische Ausbildungen zum Osteopathen durchführt.

## Geschichte
Die Gründung erfolgte 1987 von Grégoire Lason, Luc Peeters und Michel Janssens. 1987 gründete die IAO die erste Osteopathieschule in Deutschland und 1992 kam eine zweite Schule in Norwegen hinzu. Ein Jahr später begann die IAO die erste Vollzeitschule in Belgien.
Am 31. Oktober 1998 graduierten die Dozenten der IAO erstmals in der osteopathischen Medizin. Am 24. Juni 1999 wurde im Belgischen Staatsblatt das Colla-Gesetz veröffentlicht, durch das die Osteopathie in Belgien anerkannt wird. Treibende Kraft der staatlichen Anerkennung waren die Direktoren der IAO. Die IAO gründete im Jahre 2000 ihre erste Schule für Osteopathie in Dänemark. 2005 und 2006 kamen Schulen in Österreich resp. der Schweiz hinzu.
Die IAO verklagte den Belgischen Staat am 16. Mai 2008, weil dieser das Gesetz für nicht-konventionelle Behandlungsmethoden nicht umsetzte. Das Gericht hatte in erster Instanz der IAO recht gegeben. Der Belgische Staat hat Berufung gegen das Urteil eingelegt. 
Mit etwa 2000 Studenten und hundert Ärzte aus 17 Ländern, ist die IAO die größte europäische Schule für Osteopathie. 
Neben dem Regelstudium und den Weiterbildungen hat die IAO mehrere wissenschaftlichen Werke veröffentlicht, u. a. eine „Osteopathische Enzyklopädie“, die eine Reihe E-Bücher umfasst. Die IAO hat auch das erste niederländische Buch über Osteopathie (Das Becken) veröffentlicht.
Die IAO wird seit 1987 von Grégoire Lason und Luc Peeters geleitet.

## Zusammenarbeit
Die IAO unterhält akademische Beziehungen zu mehreren Schulen, Universitäten und Berufsvereinen.
2004 wurden die Studienprogramme der IAO von The University of Wales akkreditiert. Absolventen erhalten einen Bachelor of Science with Honours in Osteopathy. 2005 wurde die IAO Mitglied der Osteopathic International Alliance – OIA. Am 18. Mai 2006 gründete die IAO, zusammen mit anderen europäischen Schulen, die die Akademisierung der Osteopathie anstreben, The European Register for Professional Osteopaths – ERPO. Im Januar 2009 schloss die IAO einen Vertrag über die Zusammenarbeit mit der fhg Innsbruck, der es Absolventen der IAO ermöglicht, das Diplom Master of Science in Osteopathie zu erwerben. Die IAO und das Collège d’Ostéopathie Traditionnelle du Nord (COTN) in Lille, Frankreich kooperieren seit Juni 2009 auf akademischer Ebene bei Ausbildung, Weiterausbildung, und Forschung. Daneben wurde ein Austausch von Studenten und Dozenten vereinbart. Die Absolventen beider Schulen können damit gleichzeitig in Belgien und Frankreich anerkannt werden und das Diplom Bachelor of Science erwerben.

## Ausbildungen
Die Ausbildungen entsprechen der Bologna-Erklärung und ermöglichen die Abschlüsse Diplom in Osteopathie, Bachelor of Science with Honours in Osteopathy oder Master of Science in Osteopathie. An der IAO bestehen Ausbildungsmöglichkeiten, die zu einem Diplom in Osteopathie, einen Bachelor of Science with Honours in Osteopathy oder einen Master of Science in Osteopathie führen.
Daneben führt die IAO in den Niederlanden und Belgien auch eine Ausbildung „Manipulationen und weiche Teile“ durch sowie Weiterbildungen wie Osteopathie in Sport, Pädiatrie, Ernährung.
Weiterhin erfolgen berufsbegleitende Ausbildungen. In Gent (Belgien) erfolgt Vollzeitunterricht nach Abschluss der Sekundarschule.
Kursorte sind in Belgien (Antwerpen, Gent, Louvain-la-Neuve), den Niederlanden (Zeist), Deutschland (Berlin, Bonlanden (Memmingen), Darmstadt, Dortmund, Dresden, Erlangen, Hamburg, Leipzig, Osnabrück, München, Neuss, Passau, Stuttgart), Österreich (Innsbruck, Wien), der Schweiz (Brunnen) und Dänemark (Kopenhagen).